# 必帕氏樸麗魚
必帕氏樸麗魚，為輻鰭魚綱鱸形目隆頭魚亞目慈鯛科的其中一種，分布於非洲維多利亞湖東南方流域，棲息深度可達6公尺，體長可達13.1公分，棲息在岩石底質淺水域，屬雜食性，以藻類、昆蟲幼蟲、有機碎屑等為食，生活習性不明。

## 擴展閱讀
維基物種上的相關：必帕氏樸麗魚